# Orléans Cléry
Orléans Cléry ist ein Weinbaugebiet in Frankreich.
Es handelt sich um einen circa 30ha großen AOC-Bereich um die gleichnamige Stadt Orléans, im Centre an der Loire, unmittelbar im Knick, wo sich die Loire nach Westen wendet. Die Rebflächen liegen in der Region Centre-Val de Loire, im Département Loiret, und verteilen sich auf die Gemeinden Cléry-Saint-André (ebenfalls namensgebend), Mareau-aux-Prés, Mézières-lez-Cléry, Olivet und Saint-Hilaire-Saint-Mesmin. Das Gebiet wird im Norden von der Loire und im Süden vom Wald der Sologne eingefasst. Das lediglich für Rotweine aus der Rebsorte Cabernet Franc geltende Weinbaugebiet ist somit im größeren Weinbaugebiet Orléans eingebettet. Bis zum Jahrgang 2020 einschließlich durfte dem Cabernet Franc noch ein Anteil von maximal 25 % Cabernet Sauvignon beigemengt werden.

## Geschichte
Es gibt Hinweise darauf, dass die Mönche der Abtei Fleury im 7. Jahrhundert den schon bestehenden Weinbau ausbauten. Gregor von Tours erwähnt den Weinbau in seiner Historia Francorum ebenfalls.
Die in der Frühen Neuzeit bedeutende Weinregion verfügte im 17. Jahrhundert über eine bestockte Rebfläche von mehr als 30.000 ha. Zwischen Châteauneuf-sur-Loire im Osten und Beaugency im Westen wurde der Weinbau praktisch in Monokultur betrieben.
Verantwortlich für diese Entwicklung waren diverse Gründe. Im Jahr 1577 verfügte das Parlement von Paris, das den Bewohnern von Paris lediglich der Ankauf von Wein, der mindestens 90 km von der Hauptstadt hergestellt wurde, erlaubte. Zwischen dem Orléanais und Paris gab es eine befestigte Straße, die der Wegführung der heutigen Route nationale 20 entsprach. Ferner wurde der Canal de Briare im Jahr 1642 für den Warenverkehr freigegeben und erleichterte den Transport zwischen Paris und der Loire wesentlich. Der stark erhöhte Verkauf von Wein aus der Region um Orléans führte langfristig zu einem Sinken der Qualität. Die Weine der Loire wurden auch im französischen Königshaus konsumiert. Im Jahr 1608 schrieb der Arzt Joseph Duchesne in seinem Werk „Pourtraict de la santé“, dem König Heinrich IV.  eher Weine aus Coucy oder Ay zu servieren seien. Mit dieser Empfehlung wurde eine langsam einsetzende Krise eingeläutet.
Mit dem Bau der Eisenbahnanbindung nach Paris im Jahr 1853 begann die Region ihren Wirtschaftszweig auf andere Bereiche zu verteilen. Mit dem Befall der Reben durch die Reblaus kam der Weinbau nahezu ganz zum Erliegen. Heute ist Orléans eine Industriestadt und Dienstleistungsmetropole.
Im Jahr 1946 wurde eine Herkunftsbezeichnung „Vins des Auvernats et Sauvignon de l'Orléanais et du Giennois“ eingerichtet. Einige Jahre später wurde dieser sperrige Name in „Vins de l'Orléanais“ geändert und als VDQS eingestuft. Dieses Gebiet ging später in die Weinbaugebiete Orléans, Orláns Cléry und Coteaux du Giennois auf.

## Weine
Die Temperaturen im Weinbaugebiet sind in der Regel etwas höher als in der Touraine und ermöglichen es dem Cabernet Franc auszureifen. Die leichten und fruchtigen Rotweine verfügen über eine granatrote Farbe und können 2 bis 4 Jahre gelagert werden.